# Maeda Matsu
Maeda Matsu est un nom japonais traditionnel ; le nom de famille (ou le nom d'école), Maeda, précède donc le prénom (ou le nom d'artiste).
Maeda Matsu (前田 まつ, 1547-1617), aussi appelée o-Matsu no Kata (お松の方), est une Japonaise du XVIe siècle. Épouse de Maeda Toshiie, le fondateur du domaine de Kaga, elle était réputée pour son intelligence et ses talents en écriture et au combat.
Elle a aussi été responsable de la montée en puissance du clan Maeda. À la suite de la mort de Toshiie, elle assura la sûreté du clan après l'année 1600. Elle alla même jusqu'à se rendre en tant qu'otage au château du nouveau shogun, Ieyasu Tokugawa, qu'elle détesta toute sa vie.
Ses fils, Toshinaga Toshimasa, Toshitsune, Toshitaka et Toshitoyo, furent chacun autorisé à porter le titre de daimyo et à posséder leur propre fief. Elle eut également quatre filles : Kō, Ma'a, Gō et Chise.

## Influence dans la culture
- L'actrice Matsushima Nanako incarne Maeda Matsu dans le taiga drama Toshiie to Matsu de 2002.
- Dans le taiga drama Tenchijin (en), l'un de ses fils la vend à Tokugawa Ieyasu contre sa vie.
- Dans le jeu vidéo Sengoku Basara, elle combat en tant que personnage non jouable aux côtés de Toshiie. Elle est nommée Bramble (dans la version anglophone) et son époux s'appelle Lark. Ses noms ne sont pas repris dans les autres jeux de la série. Dans le jeu vidéo Sengoku Basara X, elle et Toshiie portent secours à leur neveu Keiji. Dans Sengoku Basara 2, Sengoku Basara 2: Heroes, et Sengoku Basara 3: Utage, elle est un personnage jouable et apparait dans Sengoku Basara: Samurai Heroes en tant que personnage non jouable.
- Elle est une garde du corps dans le jeu Samurai Warriors 2 et Samurai Warriors 2: Xtreme Legends. Dans Samurai Warriors 3: Empires, Matsu est mentionnée durant une conversation entre Toshiie et Toyotomi Hideyoshi.
- Elle apparait dans le jeu Kessen en tant que personnage jouable. Elle apparait également dans Kessen 3 si le joueur a le Enjoy Disc.